# Lễ Tạ ơn

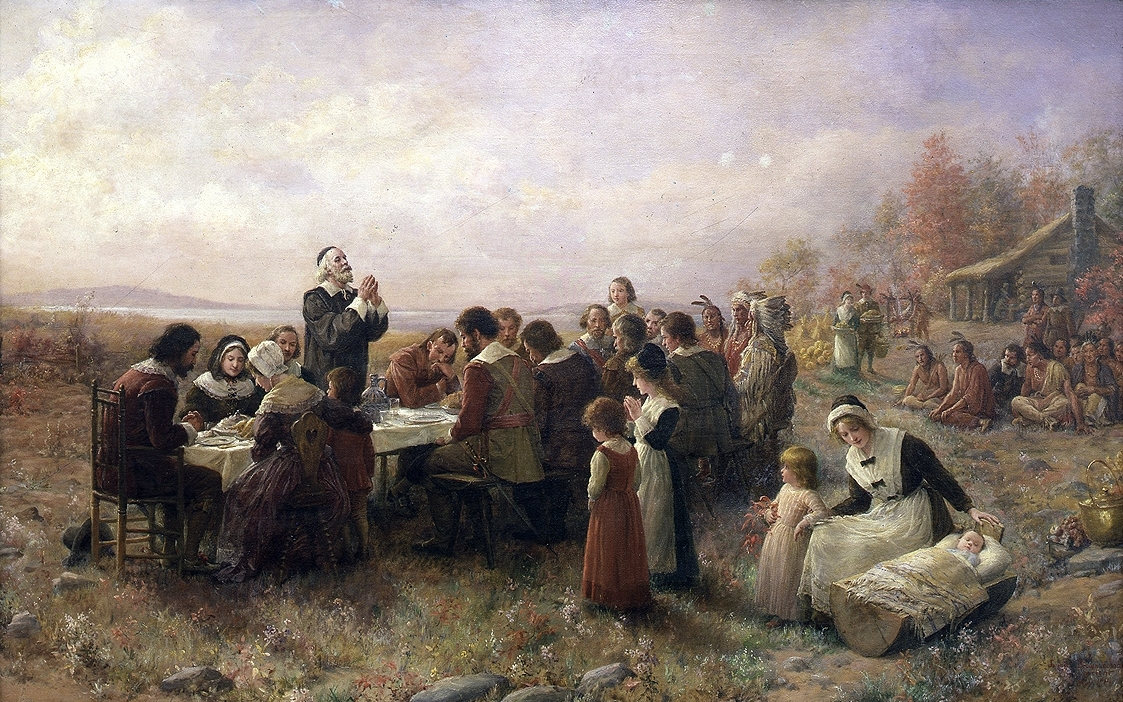
Bức tranh The First Thanksgiving at Plymouth (Lễ Tạ ơn đầu tiên tại Plymouth) của Jennie A. Brownscombe năm 1994

Lễ Tạ ơn (tiếng Anh: Thanksgiving) là một ngày lễ hàng năm được tổ chức chủ yếu tại Hoa Kỳ, Canada, một số đảo ở Caribe và Liberia. Ý nghĩa ban đầu là mừng thu hoạch được mùa và tạ ơn Thiên Chúa đã giúp cho cuộc sống no đủ và an lành. Đây cũng là ngày nghỉ lễ chính thức cho tất cả người lao động tại Mỹ và Canada.
Ngày và nơi diễn ra lễ Tạ ơn đầu tiên vẫn là vấn đề chưa rõ ràng. Mặc dù lễ Tạ ơn sớm nhất đã được kiểm chứng diễn ra vào ngày 8 tháng 9 năm 1565 tại khu vực ngày nay là Saint Augustine, Florida, nhưng "lễ Tạ ơn đầu tiên" theo truyền thống được coi là đã diễn ra tại khu vực thuộc thuộc địa Plymouth vào năm 1621.
Ngày nay, tại Hoa Kỳ, lễ Tạ ơn được tổ chức vào ngày thứ Năm lần thứ tư của tháng 11 vì thế ngày này có thể không phải là ngày thứ năm cuối cùng của tháng 11 như nhiều người lầm tưởng (ví dụ năm 2012, tháng 11 có đến 5 ngày thứ năm). Tại Canada, nơi có cuộc thu hoạch sớm hơn, ngày lễ này được tổ chức vào ngày thứ Hai lần thứ hai của tháng 10.

## Lịch sử
Lễ Tạ ơn gắn liền với các lễ hội ngày mùa thường được tổ chức ở châu Âu từ xưa. Trong truyền thống Anh, ngày tạ ơn và nghi lễ tôn giáo tạ ơn đặc biệt trở nên quan trọng trong quá trình Cải cách Kháng Cách tại Anh trong thời kỳ trị vì của vua Henry VIII.
Tại Bắc Mỹ, lễ hội này đầu tiên được tổ chức tại Newfoundland bởi Martin Frobisher và nhóm Thám hiểm Frobisher năm 1578, để mừng tạ ơn Chúa đã cho sống sót qua cuộc hành trình dài và nhiều bão tố từ Anh. Một lễ hội khác được tổ chức vào ngày 4 tháng 12 năm 1619 khi 38 người khai hoang từ giáo khu Berkeley xuống thuyền tại Virginia và tạ ơn Thượng đế.
Tuy nhiên trước đó, cũng có thông tin về một buổi tiệc Tạ ơn tổ chức bởi Francisco Vásquez de Coronado (cùng với nhóm người da đỏ Teya) ngày 23 tháng 5 năm 1541 tại Texas, để ăn mừng việc họ tìm ra lương thực. Một số người cho rằng đây là cuộc tổ chức Tạ ơn thật sự đầu tiên tại Bắc Mỹ. Một sự kiện tương tự xảy ra một phần tư thế kỷ sau, vào ngày 8 tháng 9 năm 1565 tại St. Augustine, Florida khi Pedro Menéndez de Avilés gặp đất liền; ông và những người trên thuyền đã tổ chức một buổi tiệc với người bản xứ.

## Sự tích về ngày lễ tạ ơn

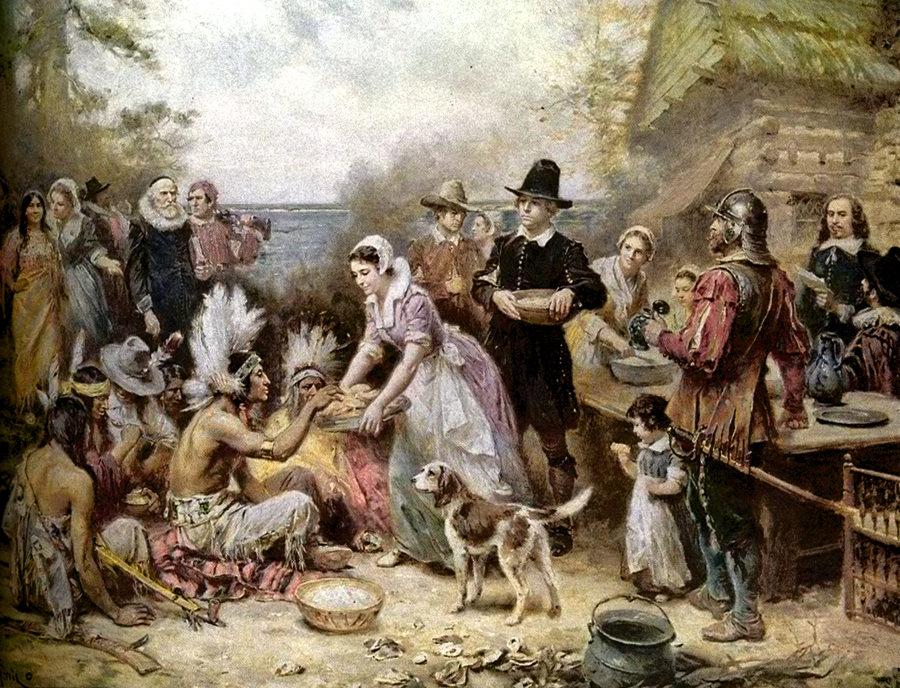
Bức tranh The First Thanksgiving của Jean Leon Gerome Ferris, người da trắng mời người da đỏ cùng ăn

Vào khoảng thế kỷ 16-17, một số người theo Công giáo và Thanh giáo tại Anh bị hoàng đế lúc đó bắt cải đạo để theo tôn giáo của ông ta, trong cuộc Cải cách Tin Lành. Những người này không chấp nhận và bị giam vào tù. Sau khi giam một thời gian vị hoàng đế truyền họ lại và hỏi lần nữa, họ vẫn quyết không cải đạo. Hoàng đế không giam họ vào tù nữa mà nói với họ rằng nếu họ không theo điều kiện của ông ta thì họ phải rời khỏi nước Anh.
Những người này rời khỏi Anh đến Hà Lan sinh sống nhưng họ sớm nhận ra mình không thể hoà nhập ở nơi này và lo sợ con cháu của họ sẽ bị mất gốc, một số nhóm người rời khỏi Hà Lan để đến Tân Thế giới (Châu Mỹ) sinh sống, và sau này thường được gọi là Người hành hương (Pilgrims). Những người này đi trên một con thuyền tên là Mayflower, họ đặt chân đến Thuộc địa Plymouth thuộc vùng Tân Anh (New England) khi đang mùa đông. Đói và lạnh, một nửa trong số họ không qua nổi mùa đông khắc nghiệt. Đến mùa xuân, họ may mắn gặp được những thổ dân da đỏ tốt bụng và cho họ ít lương thực. Người da đỏ dạy họ những cách sinh tồn ở vùng đất này như cách trồng hoa màu, săn bắt,... Khi người Pilgrims đã có thể tự lo cho bản thân được, họ tổ chức một buổi tiệc để tạ ơn Chúa Trời vì đã cho họ có thể sống đến ngày hôm nay, họ mời những người da đỏ và cùng nhau ăn uống vui vẻ. Từ đó về sau, hằng năm con cháu của người Pilgrims luôn tổ chức lễ tạ ơn để cảm ơn cho những gì tốt đẹp đã đến với cuộc sống.
Theo tài liệu, buổi lễ tạ ơn đầu tiên tại Hoa Kỳ, do người Pilgrims tổ chức, là vào năm 1621 tại Thuộc địa Plymouth, ngày nay thuộc Massachusetts, sau một vụ thu hoạch tốt.

## Tổ chức truyền thống

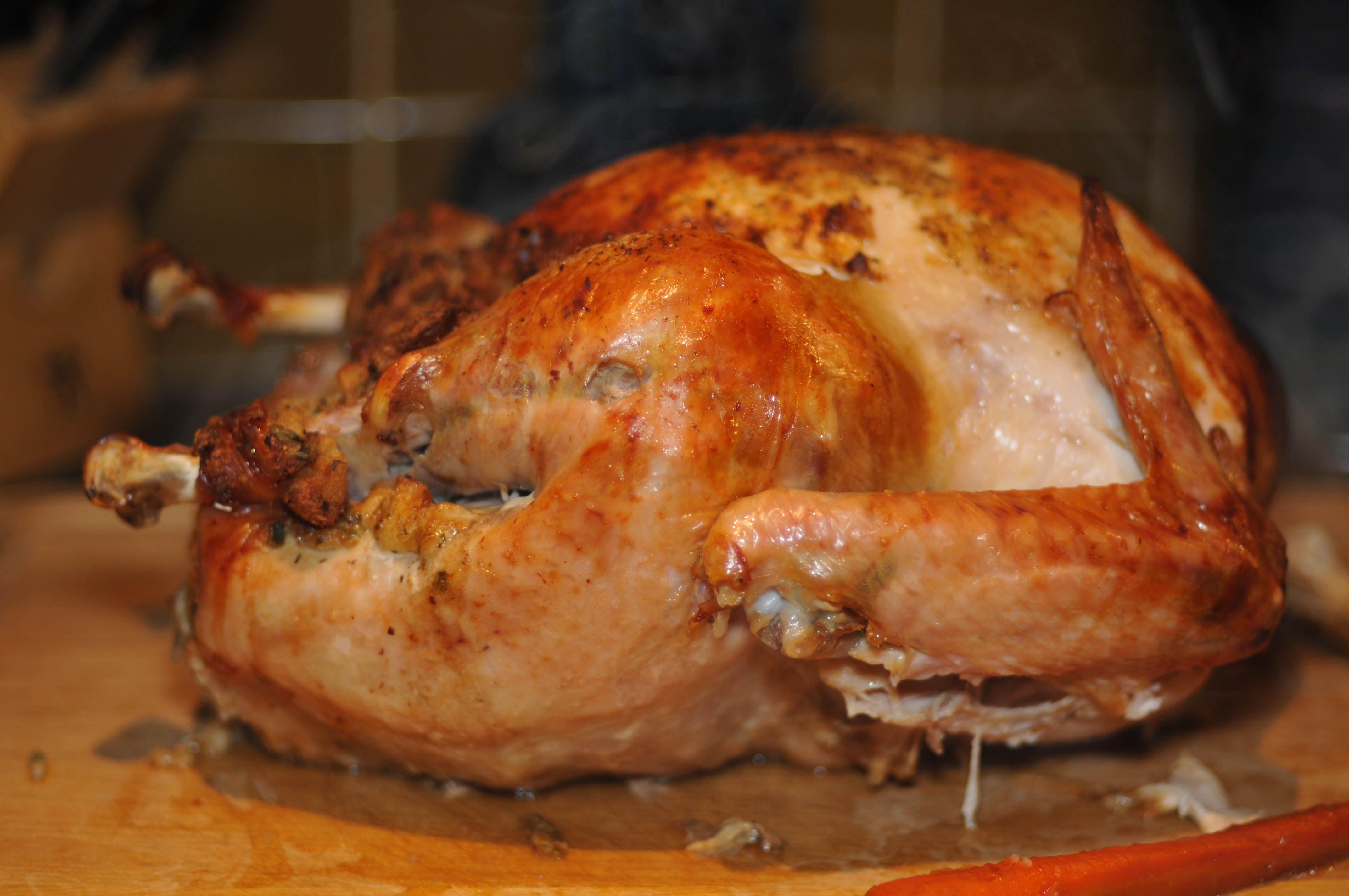
Gà tây nướng lò, một món ăn thường thấy trong ngày Lễ Tạ ơn

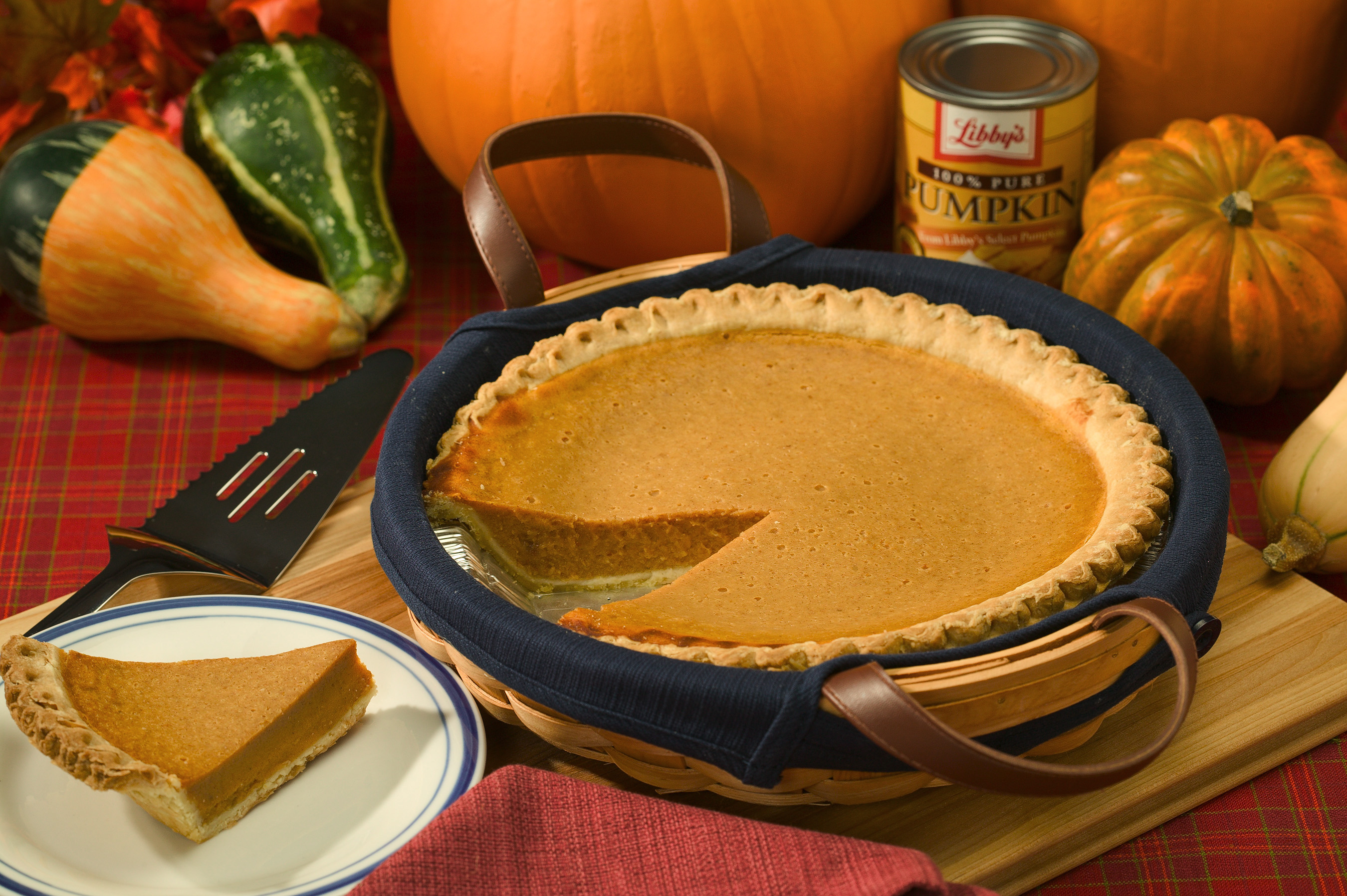
Bánh Pumpkin (Pumpkin pie) thường dùng trong mùa Lễ Tạ ơn tại Bắc Mỹ

Lễ Tạ ơn thường được tổ chức với một buổi tiệc buổi tối cùng với gia đình và bạn bè với món thịt gà tây. Tại Canada và Hoa Kỳ, nó là một ngày quan trọng để gia đình sum họp với nhau, và người ta thường đi xa để về với gia đình. Người ta thường được nghỉ bốn ngày cuối tuần cho ngày lễ này tại Hoa Kỳ: họ được nghỉ làm hay học vào ngày thứ Năm và thứ Sáu của tuần đó. Lễ Tạ ơn thường được tổ chức tại nhà, khác với ngày Lễ Độc lập Hoa Kỳ hay Giáng Sinh, những ngày lễ mà có nhiều tổ chức công cộng (như đốt pháo hoa hay đi hát dạo). Tại Canada, nó là một cuối tuần ba ngày, người ta thường được nghỉ vào ngày thứ Hai thứ nhì của tháng 10 mỗi năm.
Tại Hoa Kỳ, người ta thường tưởng nhớ đến một bữa ăn tổ chức trong năm 1621 giữa người da đỏ Wampanoag và nhóm Pilgrim đã di cư tại Massachusetts. Lễ Tạ ơn đã được thực hiện chủ yếu bởi các nhà lãnh đạo tôn giáo tại New England cho đến năm 1682, và sau đó bởi cả hai nhà lãnh đạo chính quyền và tôn giáo cho đến sau Cách mạng Hoa Kỳ. Tổng thống Hoa Kỳ George Washington đã công bố lễ tạ ơn toàn quốc đầu tiên ở Mỹ vào ngày 26 tháng 11 năm 1789, "là một ngày tạ ơn công cộng và cầu nguyện bởi sự công nhận với lòng biết ơn sự gia ân  và tín hiệu tốt của Thiên Chúa Toàn Năng". Nhiều chi tiết của câu chuyện là truyền thuyết được đặt ra trong những năm 1890 và đầu thế kỷ 20 để tạo một biểu hiện sự đoàn kết quốc gia sau Nội chiến Hoa Kỳ cũng như để đồng hóa các người nhập cư.
Tại Canada, Lễ Tạ ơn là một cuối tuần ba ngày. Trong khi ngày Lễ Tạ ơn nằm vào ngày thứ Hai, người Canada có thể ăn buổi tiệc trong bất cứ ngày nào trong ba ngày cuối tuần đó. Việc này thường dẫn đến việc ăn một buổi tiệc với nhóm người này hôm này, rồi với nhóm khác hôm kia.

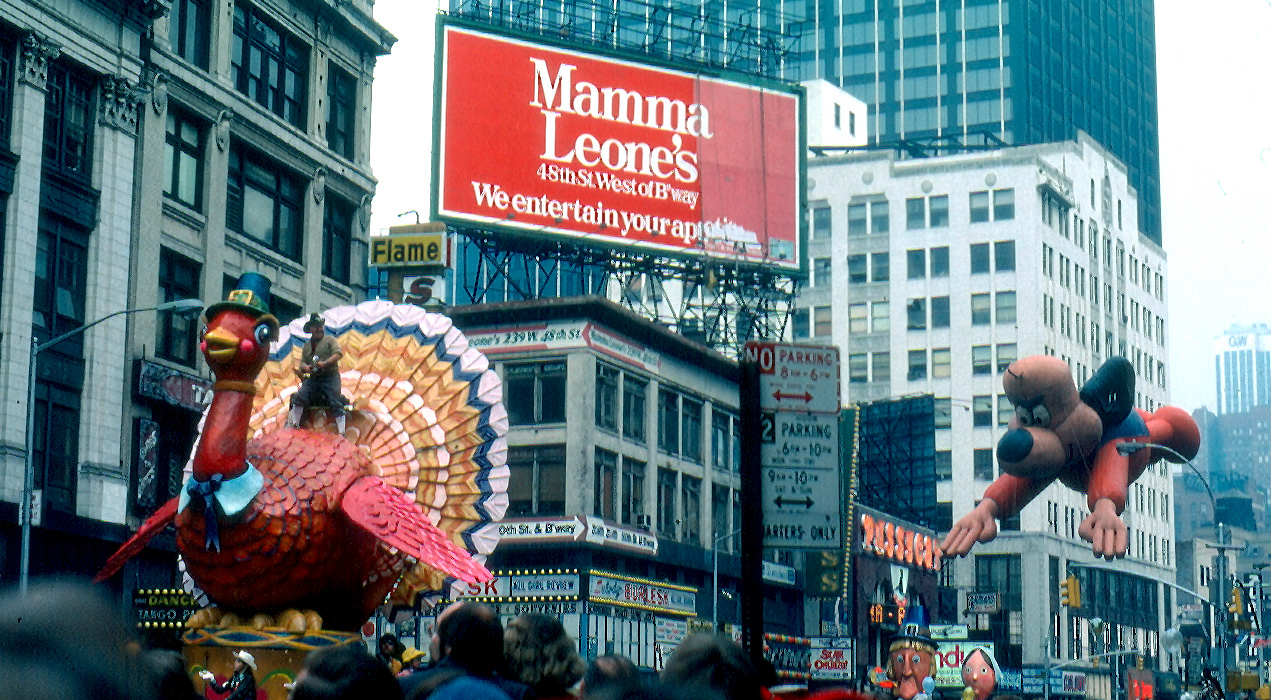
Diễn hành Lễ Tạ ơn của Macy's tại New York năm 1979

Từ cuối thập niên 1930, mùa mua sắm cho Giáng Sinh tại Hoa Kỳ chính thức bắt đầu khi ngày Lễ Tạ ơn chấm dứt. Tại Thành phố New York, cuộc diễu hành Lễ Tạ ơn của chuỗi cửa hàng Macy's (Macy's Thanksgiving Day Parade) được tổ chức hằng năm vào ngày này tại Manhattan. Diễn hành thường có nhiều khán đài với nhiều chủ đề, có bong bóng lớn hình các nhân vật trên Truyền hình và các ban nhạc từ những trường trung học. Diễu hành này lúc nào cũng kết thúc với một Ông già Nôen. Có nhiều cuộc diễn hành khác tại nhiều thành phố khác.
Trong khi ngày thứ Sáu (còn gọi là Thứ Sáu Đen) sau ngày Lễ Tạ ơn là ngày mua sắm đông nhất trong năm tại Hoa Kỳ, nhiều cửa hàng đã bắt đầu chào đón khách hàng với các món hàng cho mùa lễ ngay sau Halloween.
Bóng bầu dục (American football) thường là một phần quan trọng trong ngày Lễ Tạ ơn tại Hoa Kỳ cũng như tại Canada. Các đội chuyên nghiệp thường đấu nhau trong ngày này để khán giả có thể xem trên truyền hình. Thêm vào đó, nhiều đội banh trung học hay đại học cũng đấu nhau vào cuối tuần đó, thường với các đối thủ lâu năm.

## Tại Hoa Kỳ và Canada

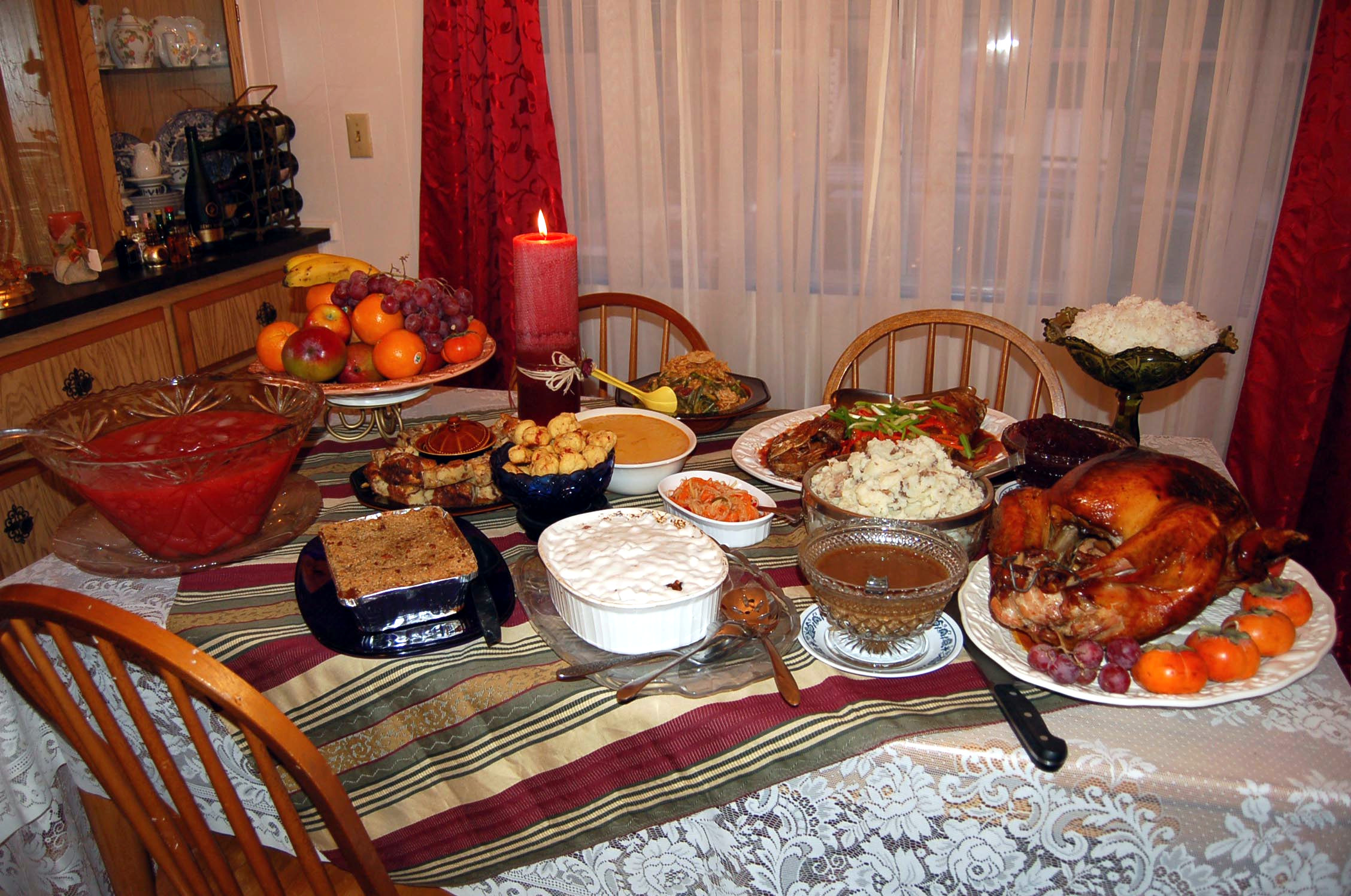
Một buổi tiệc Tạ ơn truyền thống ở Mỹ

| Hoa Kỳ               |                      | Canada               |
| -------------------- | -------------------- | -------------------- |
| 26 tháng 11 năm 2015 |                      | 12 tháng 10 năm 2015 |
| 24 tháng 11 năm 2016 | 10 tháng 10 năm 2016 |                      |
| 23 tháng 11 năm 2017 | 9 tháng 10 năm 2017  |                      |
| 22 tháng 11 năm 2018 | 8 tháng 10 năm 2018  |                      |
| 28 tháng 11 năm 2019 | 14 tháng 10 năm 2019 |                      |
| 26 tháng 11 năm 2020 | 12 tháng 10 năm 2020 |                      |
| 25 tháng 11 năm 2021 | 11 tháng 10 năm 2021 |                      |
| 24 tháng 11 năm 2022 | 10 tháng 10 năm 2022 |                      |
| 23 tháng 11 năm 2023 | 9 tháng 10 năm 2023  |                      |
| 28 tháng 11 năm 2024 | 14 tháng 10 năm 2024 |                      |
| 27 tháng 11 năm 2025 | 13 tháng 10 năm 2025 |                      |